# Das Haus des Quark
Das Haus des Quark (Originaltitel: The House of Quark) ist die dritte Folge der dritten Staffel der US-amerikanischen Science-Fiction-Fernsehserie Star Trek: Deep Space Nine. Sie wurde in den Vereinigten Staaten über Syndication vermarktet und erstmals am 10. Oktober 1994 auf verschiedenen Fernsehsendern ausgestrahlt. In Deutschland war sie zum ersten Mal am 17. Februar 1996 in einer synchronisierten Fassung auf Sat.1 zu sehen.

## Handlung
Im Jahr 2371 laufen an Bord der Raumstation Deep Space Nine für den Barbesitzer Quark die Geschäfte schlecht. Seit vor kurzem mit dem Dominion eine unerwartete neue Bedrohung aufgetaucht ist, bleiben in Quarks Bar die Gäste aus. Der einzige, der noch da ist, ist ein völlig betrunkener Klingone namens Kozak. Er verlangt mehr Blutwein, kann aber nicht bezahlen. Als Quark ihn rausschmeißen will, wird Kozak wütend und greift ihn an. Dabei stolpert er ungeschickt und fällt in sein eigenes Messer. Kozaks Tod lockt Schaulustige an und Quark sieht eine Gelegenheit, wieder Gäste in seine Bar zu locken, indem er ausführlich erzählt, wie er Kozak angeblich in einem heroischen Zweikampf getötet hat. Quarks Bruder Rom bestätigt gegenüber Sicherheitschef Odo diese abenteuerliche Geschichte, doch der bleibt skeptisch. Odo findet heraus, dass Kozak der Anführer eines mächtigen klingonischen Hauses war. Quark nimmt seine Warnung, dass Kozaks Familie sich an ihm rächen könnte, allerdings nicht ernst. Kurz darauf erhält Quark jedoch Besuch von einem weiteren Klingonen namens D’Ghor, der behauptet, Kozaks Bruder zu sein.
D’Ghor bedroht Quark und will die genauen Todesumstände von Kozak in Erfahrung bringen, denn Quark ist ein Ferengi und die sind nicht gerade für ihren Mut bekannt. Letztendlich will D’Ghor aber eigentlich nur hören, dass Kozak ehrenvoll gestorben ist. Daher bleibt Quark bei seiner Geschichte und D’Ghor gibt sich damit zufrieden. Etwas später erhält Quark erneut Besuch, dieses Mal von Grilka, Kozaks Witwe. Sie greift ihn an, woraufhin sich Quark völlig hilflos hinter seinem Bartresen zu verstecken versucht. Quark muss nun zugeben, dass Kozaks Tod ein Unfall war. Daraufhin wird er von Grilka betäubt und entführt. Als er wieder erwacht, befindet er sich auf Qo’noS, dem klingonischen Heimatplaneten. Dort erfährt er von Grilkas Diener Tumek, dass Kozak ohne männlichen Erben gestorben ist. Die Zukunft seines Hauses ist daher ungewiss. Grilka hat als Frau keinen Anspruch auf sein Erbe, lediglich im Falle eines unehrenhaften Todes könnte ihr vom Hohen Rat eine spezielle Dispensation gewährt werden und sie könnte die neue Anführerin des Hauses werden. D’Ghor ist nicht, wie behauptet, Kozaks Bruder, sondern der Todfeind seiner Familie, der immer wieder versucht hat, Kozaks Besitz an sich zu reißen. Unglücklicherweise hat Quark ihm mit seiner Geschichte von Kozaks heldenhaftem Tod im Zweikampf in die Hände gespielt. Nach dieser Erklärung hält Grilka überraschend ein Ritual ab, das Quark zunächst nicht versteht, bis er schließlich feststellen muss, dass er jetzt mit ihr verheiratet ist.
Vor dem Hohen Rat verlangt D’Ghor, dass Kozaks Besitz an ihn übertragen wird. Grilka erhebt jedoch Einspruch und präsentiert Quark als neues männliches Oberhaupt ihres Hauses. Kanzler Gowron ist verwundert, entscheidet aber, dass dies im Einklang mit den klingonischen Gesetzen steht. In einigen Tagen soll die Angelegenheit abschließend geklärt werden, bis dahin soll Kozaks früheres Haus als „Haus des Quark“ bekannt sein.
Auf Deep Space Nine bemerkt Chefingenieur Miles O’Brien unterdessen, dass seine Frau Keiko tief unglücklich ist. Wegen der Bedrohung durch das Dominion haben viele Zivilisten die Station verlassen. Sie musste daher die Schule schließen, die sie bisher geleitet hat. Nun hat sie keine Aufgabe. Da sie früher als Botanikerin tätig war, kommt O’Brien die Idee, für sie einen Frachtraum in ein Arboretum umzubauen. Commander Benjamin Sisko unterstützt diese Idee, doch Stationsarzt Julian Bashir befürchtet, dass dies Keiko nur für eine kurze Zeit glücklich machen wird. Sinnvoller wäre es, wenn sie wieder dauerhaft als Botanikerin arbeiten könnte. Schließlich bringt O’Brien in Erfahrung, dass auf dem nahe gelegenen Planeten Bajor eine sechsmonatige botanische Expedition in eine unerforschte Bergregion stattfinden soll, und er ermutigt seine Frau, sich dafür zu bewerben. Er würde sie dann in den nächsten Monaten zwar nur sporadisch sehen, aber das ist ihm ihr Glück wert.
Quark hält Grilkas Plan für äußerst unsicher und will die Dinge auf seine Art angehen. Er studiert daher die Finanzen ihres Hauses und stellt fest, dass D’Ghor in den letzten Jahren systematisch durch verschiedene Tricks den Wert von Kozaks Besitz gemindert und ihn dann an sich gerissen hat. Grilka ist empört, dass D’Ghor zu feige für einen offenen Angriff war – und sich stattdessen wie ein Ferengi verhalten hat. Quark trägt seine Entdeckungen dem Hohen Rat vor, doch dessen Mitglieder sind von den komplizierten Finanzgeschäften leicht überfordert. D’Ghor bezichtigt Quark der Lüge und präsentiert den entführten Rom, der gezwungenermaßen seine Version der Geschichte bestätigt. Anschließend fordert D’Ghor Quark zu einem Zweikampf heraus.
Quark und Rom wollen den Planeten nun schnellstmöglich verlassen. Doch letztlich entscheidet sich Quark, Grilka beizustehen. Er kehrt in die Halle des Hohen Rates zurück, wo er und D’Ghor mit Bat’leths gegeneinander antreten sollen. Quark wirft seine Waffe allerdings einfach weg und geht auf die Knie. Er erklärt, dass er nicht die geringste Chance gegen D’Ghor hat, daher sei dies kein Kampf, sondern eine Hinrichtung. Wenn D’Ghor dies als heldenhaft empfindet, möge er fortfahren. D’Ghor will triumphierend zum tödlichen Schlag ausholen, wird aber von Gowron davon abgehalten, der sein Verhalten als ehrlos empfindet. Gowron und die anderen Ratsmitglieder wenden sich von D’Ghor ab und verstoßen ihn als Entehrten. Grilka wird die spezielle Dispensation gewährt, womit sie nun unangefochten die neue Anführerin ihres Hauses werden kann. Sie erfüllt Quark seinen Wunsch nach einer sofortigen Scheidung, verabschiedet sich aus Dankbarkeit mit einem Kuss und lässt ihn und Rom nach Deep Space Nine zurückkehren.

## Besonderheiten

### Verbindungen zu anderen Star-Trek-Produktionen
In den Szenen, die in der Halle des Hohen Rates spielen, werden einige Einstellungen aus Folge 3.17 (Die Sünden des Vaters) von Raumschiff Enterprise – Das nächste Jahrhundert aus dem Jahr 1990 parodiert.
Der Grund für das Ausbleiben von Gästen in Quarks Bar und den Wegzug bajoranischer Familien ist die Bedrohung durch das Dominion, das in den unmittelbar vorangegangenen Folgen 2.26 (Der Plan des Dominion) und 3.01/02 (Die Suche) von Star Trek: Deep Space Nine eingeführt wurde.
Folge 5.03 (Gefährliche Liebschaften) aus dem Jahr 1996 ist eine Fortsetzung von Das Haus des Quark.

### Besonderheiten der deutschen Synchronfassung
Gowron (Robert O’Reilly) wird in dieser Folge nicht von seinem üblichen Synchronsprecher Jan Spitzer, sondern einmalig von Christian Rode synchronisiert. Spitzer sprach stattdessen D’Ghor (Carlos Carrasco).

## Produktion
Während der Dreharbeiten zu dieser Folge besuchte der Astrophysiker Stephen Hawking das Set von Star Trek: Deep Space Nine.

### Drehbuch
Der Arbeitstitel der Folge lautete Fight to the Death.
Die ursprüngliche Idee zu dieser Folge stammt von Tom Benko, der hauptsächlich als Filmeditor für mehrere Star-Trek-Serien und gelegentlich auch als Regisseur arbeitete. Benko ist die einzige Person, die im Star-Trek-Franchise sowohl als Editor als auch als Regisseur und Drehbuchautor tätig war.
Die Entscheidung, Keiko O’Brien für eine Weile aus der Serie herauszuschreiben, wurde getroffen, um mehr Möglichkeiten zu haben, die Freundschaft zwischen Miles O’Brien und Julian Bashir zu erforschen.

### Darsteller
Die Hauptfigur Jake Sisko (Cirroc Lofton) hat in dieser Folge keinen Auftritt.
Robert O’Reilly hat hier seinen ersten Auftritt als Kanzler Gowron in der Serie Star Trek: Deep Space Nine. Er hatte die Figur zuvor bereits in vier Folgen von Raumschiff Enterprise – Das nächste Jahrhundert verkörpert und spielte sie später noch in sieben weiteren Folgen von Star Trek: Deep Space Nine. O’Reilly hatte zuvor bereits in Folge 2.19 (Andere Sterne, andere Sitten) von Raumschiff Enterprise – Das nächste Jahrhundert einen holografischen Gangster gespielt. Er verkörperte außerdem zwei weitere Gastrollen in je einer Folge von Star Trek: Deep Space Nine und Star Trek: Enterprise.
Mary Kay Adams spielte Grilka noch einmal in Folge 5.03 (Gefährliche Liebschaften) von Star Trek: Deep Space Nine.
Carlos Carrasco, Darsteller von D’Ghor, spielte noch zwei weitere Gastrollen in je einer Folge von Star Trek: Deep Space Nine und Bahrat in Folge 3.13 (Das Wagnis) von Star Trek: Raumschiff Voyager.
Joseph Ruskin spielte Tumek noch einmal in Folge 5.03 (Gefährliche Liebschaften) von Star Trek: Deep Space Nine. Er hatte zuvor bereits Galt in der Folge Meister der Sklaven der Originalserie Raumschiff Enterprise gespielt. Er spielte später noch einen cardassianischen Informanten in Folge 3.20 (Der geheimnisvolle Garak, Teil I) von Star Trek: Deep Space Nine, einen Son’a-Offizier im Spielfilm Star Trek: Der Aufstand, einen vulkanischen Meister in Folge 5.13 (Schwere) von Star Trek: Raumschiff Voyager und einen Suliban-Arzt im Pilotfilm Aufbruch ins Unbekannte von Star Trek: Enterprise.
John Lendale Bennet hat hier als Kozak seine erste Sprechrolle im Star-Trek-Franchise. Er hatte zuvor in Folge 2.14 (Rikers Vater) von Raumschiff Enterprise – Das nächste Jahrhundert als Statist mitgespielt. Er spielte später noch zwei weitere Gastrollen in je einer Folge von Star Trek: Deep Space Nine. Weiterhin arbeitete er in mehreren Folgen von Star Trek: Deep Space Nine und Star Trek: Raumschiff Voyager als Stuntdouble.

### Musik
Das Haus des Quark ist die einzige Star-Trek-Folge, für die Richard Bellis die Musik komponierte.

## Rezeption
Keith DeCandido bewertete Das Haus des Quark 2013 auf tor.com als eine herausragende Folge von Star Trek: Deep Space Nine. Er fand, dass die Ferengi und die Klingonen eine großartige Paarung abgeben, da ihre Lebenseinstellungen völlig entgegengesetzt zueinander sind. DeCandido fand D’Ghors Intrige äußerst überzeugend inszeniert. Weiterhin gefiel ihm die Schauspielleistung von Armin Shimerman und Mary Kay Adams, ebenso die der anderen Gastdarsteller. Auch die Nebenhandlung um Keiko O’Brien mochte DeCandido. Er empfand es als Fehler, dass sie zu Beginn der Serie von einer Wissenschaftlerin zu einer Lehrerin gemacht wurde, und er begrüßte es, dass hier ein Weg gefunden wurde, diesen Fehler zu korrigieren.